# Parque Disneyland (Paris)

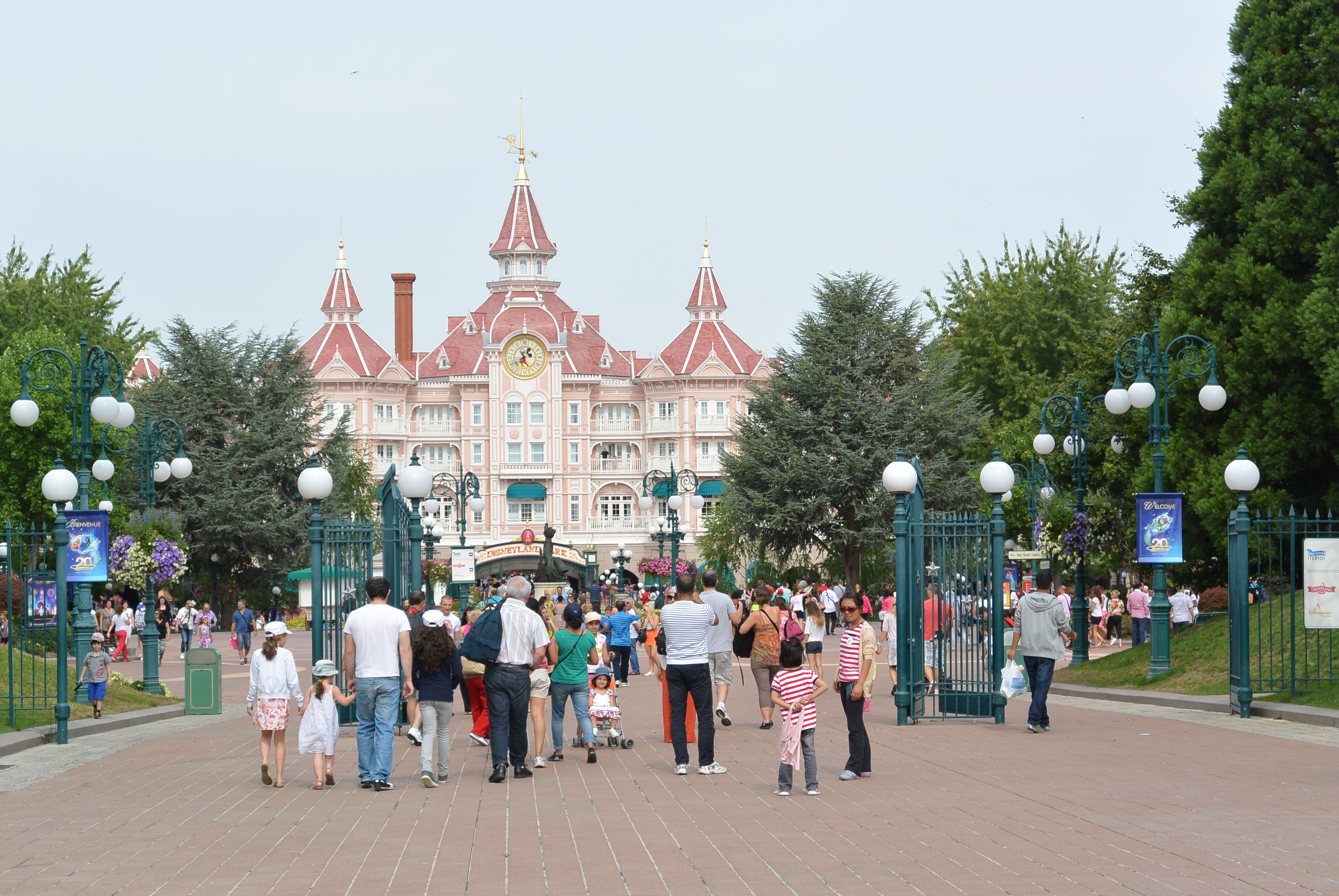

Disneyland Park Paris ou simplesmente Disneyland Paris é o principal e o primeiro dos dois parques temáticos da Disneyland Resort Paris, inaugurado em 1992 e o  parque foi inspirado na Disneyland de Anaheim e ocupa uma área de 566 560 m² (140 hectares), sendo maior que o parque californiano. Representa 12% do turismo do Disneyland Resort.

## História
Para o quarto parque inspirado na Disneyland de Anaiheim, foram feitas algumas modificações tornando a estrutura mais moderna. Dentre essas mudanças está o novo nome do parque que foi batizado de "Discoveryland" e outras atrações. O castelo foi concebido especialmente para a Europa, que é o lugar originário destas construções. O parque também é adaptado para não sofrer com o diferenciado clima parisiense. A Disneyland Paris é uma das atrações favoritas pelos turistas e pelos próprios parisienses. O antigo nome era Euro Disneyland.

## Acesso
A Disneyland Paris é acessível através da estação de comboios Marne-la-Vallée - Chessy que é servida por TGVs e ônibus. A linha da Disney  Paris é a RER-A4 (RER é o metro suburbano da cidade). Desta estação você pode, inclusive, pegar o Eurostar direto para Londres, entre outros destinos.